# ニコラウス・ステノ

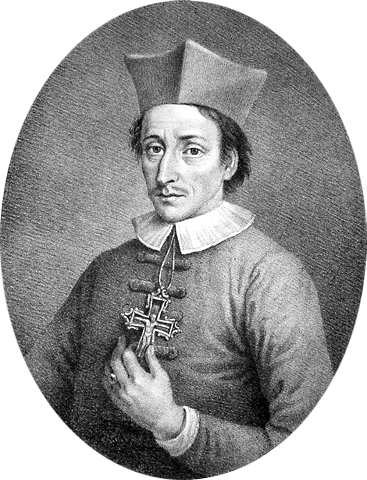
ニコラウス・ステノ

ニコラウス・ステノ（ラテン語：Nicolaus Steno）またはニールス・ステンセン（デンマーク語：Niels Steensen, 1638年1月11日（ユリウス暦1月1日） - 1686年12月5日（ユリウス暦11月25日）） は、デンマーク生まれの17世紀の科学者・地球科学者。カトリック教会司教で福者に列せられる。化石の研究から地層の生成を考察した『固体の中に自然に含まれている固体についての論文への序文』（1669年）は、地質学の先駆的な著書である。解剖学の分野で耳下腺の主導管（ステノン管、あるいはデンマーク名の Niels StensenにちなんだStensen's duct）を発見した。

## 人物・生涯

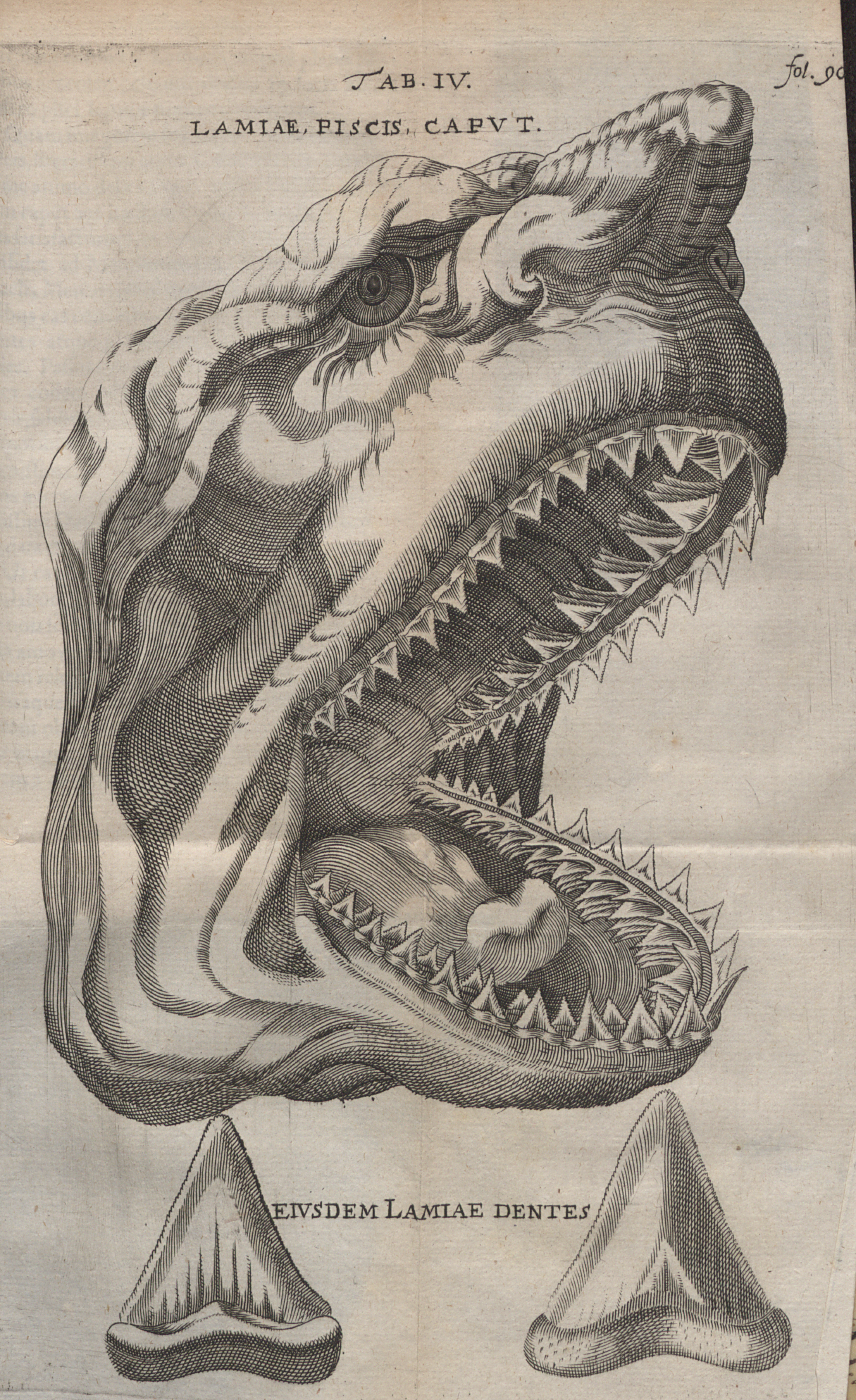
Elementorum myologiae specimen, 1669

ステノはコペンハーゲンの金細工職人の息子として生まれた。コペンハーゲン大学に学んだが、スウェーデンとデンマークの間で戦争がおこり、学業を続けるためにアムステルダムに移らざるをえなくなった。ライデン大学で医学の学位をえた後、解剖術の才能を示し、有名な解剖学者となった。解剖学の著書『脳の解剖についての講義』がある。その後1年ほどパリに滞在した。
1665年フィレンツェに移り、アカデミア・デル・チメントのメンバーになりフェルディナンド・デ・メディチの保護をうけて、自然科学の研究をおこなった。自らの解剖学的知識と化石の類似とトスカーナ地方を中心とするイタリアの地形、地層の観察から、地層の生成に関する研究の成果『固体の中に自然に含まれている固体についての論文への序文』を出版した。
その後、1667年、それまで信仰していたルーター主義からカトリックに改宗。フィレンツェで神学の勉強を始め、1675年、司祭に叙階され、1677年、司教となり、ドイツ北部にて、数少ないカトリック教徒のために尽力した。晩年は、科学的研究から離れていた。1988年、教皇ヨハネ・パウロ2世の手によって福者の位にあげられている。

## 著作
『プロドロムス―固体論』山田俊弘訳、東海大学出版会、2004年、ISBN 4486016688